# Jean Baptiste Perrin
Jean Baptiste Perrin (ur. 30 września 1870 w Lille, zm. 17 kwietnia 1942 w Nowym Jorku) – francuski fizyk, laureat Nagrody Nobla w dziedzinie fizyki w 1926 za prace dotyczące nieciągłej budowy materii, a szczególnie za odkrycie równowagi w procesach osadzania.

## Życiorys

### Kariera
Jean Perrin był absolwentem paryskiej École Normale Supérieure, w której uzyskał tytuł doktora nauk w 1897. W 1923 został wybrany do Francuskiej Akademii Nauk.
W 1895 wykazał, że promieniowanie katodowe składa się z ujemnie naładowanych cząstek, a w 1908 obliczył stałą Avogadra i wyjaśnił mechanizm zachodzącej na Słońcu reakcji termojądrowej.
Za szczególne zasługi na polu nauki został w 1948 uhonorowany pochówkiem w Panteonie. 

### Życie prywatne
Był ojcem Francisa Perrina, również fizyka, który zajmował się procesem rozszczepienia jądra atomowego.

## Wybrane publikacje
- 1901: Les principes. Exposé de thermodynamique
- 1903: Traité de chimie physique. Les principes
- 1911: Les preuves de la réalité moléculaire
- 1913, 1936: Les atomes
- 1919: Matière et Lumière
- 1929: Les éléments de la physique
- 1930: L'orientation actuelle des sciences
- 1931: Les formes chimiques de transition
- 1933: La recherche scientifique
- 1935: Grains de matière et grains de lumière
- 1938: L'organisation de la recherche scientifique en France
- 1940–1941: À la surface des choses
- 1948: La science et l'espérance